# Skoúrta
Skoúrta är en ort i Grekland.   Den ligger i prefekturen Nomós Voiotías och regionen Grekiska fastlandet, i den sydöstra delen av landet, 30 km nordväst om huvudstaden Aten. Skoúrta ligger 557 meter över havet och antalet invånare är 982.
Terrängen runt Skoúrta är kuperad. Runt Skoúrta är det ganska tätbefolkat, med 86 invånare per kvadratkilometer. Närmaste större samhälle är Áno Liósia, 19,8 km sydost om Skoúrta. 